# How It's Done
"How It's Done" é uma canção colaborativa da rapper estadunidense Kash Doll, da cantora alemã Kim Petras, da cantora finlandesa Alma e da rapper britânica Stefflon Don, gravada para a trilha sonora do filme Charlie's Angels (2019). Foi composta por Kash, Alma e Stefflon, em conjunto com Ariana Grande, Savan Kotecha, Rami Yacoub e Ilya Salmanzadeh, e produzida pelos três últimos. A faixa foi lançada como o segundo single do conjunto de músicas do longa em 11 de outubro de 2019, através da Republic Records.

## Antecedentes e lançamento
Em 13 de setembro de 2019, foi lançado o primeiro single da trilha sonora, "Don't Call Me Angel", gravada por Ariana Grande, Miley Cyrus e Lana Del Rey. Em 11 de outubro, Ariana (também produtora executiva do álbum) revelou a tracklist em seu Twitter e Instagram, onde "How It's Done" é a primeira faixa. A canção foi lançada como segundo single alguns minutos, junto com a pré-venda do disco. Kim Petras revelou que estava muito grata pela colaboração e por participar da trilha sonora.

## Recepção crítica
Shaad D'Souza, da revista The Fader, descreveu a música como "uma faixa animada de R&B com som vintage" e destacou que "mostra um novo estilo para todas as quatro artistas". Mike Nied, da revista Idolator, chamou a faixa como "um hino previsivelmente atraente".